# عدد الموجة

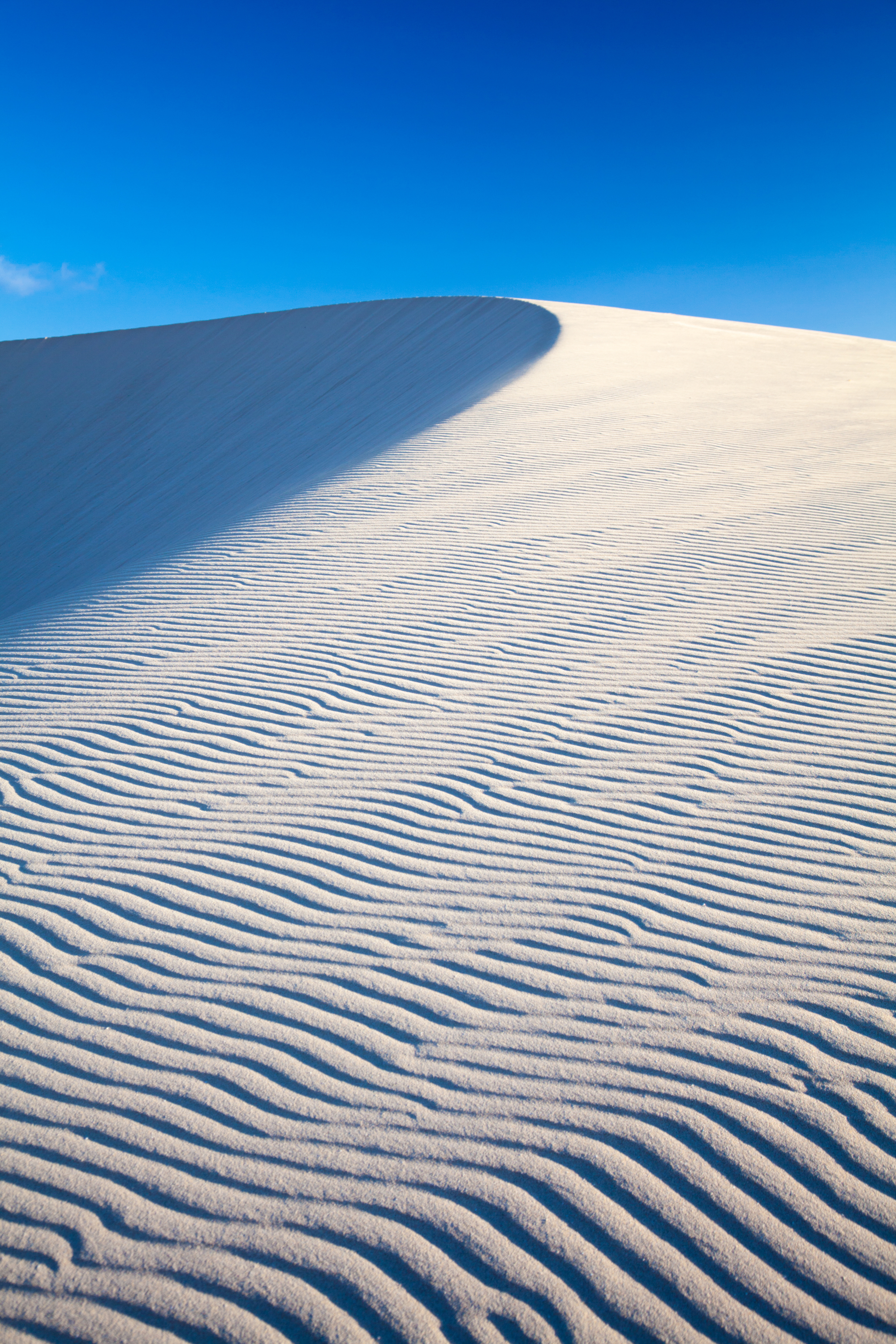

العدد الموجي  في معظم العلوم الفيزيائية هي خاصية للموجة تتعلق عكسيا بطول الموجة:
أي أن العدد الموجي k:
k = 1/λ
حيث λ = طول الموجة
أي أنه مقياس لعدد الوحدات المتكررة للموجة المنتشرة (عدد المرات التي يكون فيها للموجة نفس الطور) في وحدة المسافة. ولها وحدة في نظام الوحدات الدولي SI هي مقلوب المتر (م−1)، في التطبيقات المطيافية غالباً ما يستخدم السنتيمتر فيكون العدد الموجي معبّراً عنه سم−1
كما تستخدم أيضا في صيغة العدد الموجي الزاوي وهو يُعرّف بأنه : 2π/λ
- إن تطبيق تحويل فورييه على البيانات كدالة للزمن يعطي طيف التردد. يختلف التعريف الدقيق باختلاف مجال الدراسة.
- يستخدم الفزيائيون الذين يبحثون في مجال المطيافات والمطيافية تعريف آخرا للعدد الموجي يناسب ويسهل عملهم ، ويرمز له k وهو عدد الموجات في 1 سنتيمتر وليس عدد الموجات في 1 متر.
- يقاس العدد الموجي الزاوي 2π/λ بوحدة راديان/متر.[4][5][6]

## علاقة العدد الموجي بالطاقة
ينتسب العدد الموجي الزاوي k إلى طول الموجة بالعلاقة:
{\displaystyle k={\frac {2\pi }{\lambda }}}
وفي حالة موجة كهرومغناطيسية في الفراغ، حيث c سرعة الضوء
نحصل على:
{\displaystyle k={\frac {E}{\hbar c}}}
حيث:
E طاقة الموجة.
ħ ثابت بلانك المخفض.
أما في حالة موجة مادية أي جسيم مثل الإلكترون مع عدم أخذ النظرية النسبية في الحسبان، فتطبق العلاقة:
{\displaystyle k\equiv {\frac {2\pi }{\lambda }}={\frac {p}{\hbar }}={\frac {\sqrt {2mE}}{\hbar }}.}
في هذه المعادلة تعني {\displaystyle p} كمية الحركة للجسيم (p=m.v، حيث v سرعة الجسيم)،
{\displaystyle m} كتلة الجسيم.
{\displaystyle E} طاقة الحركة للجسيم.
المعادلة الأخيرة تعطي العلاقة بين الطاقة E والعدد الموجي الزاوي k.

## اقرأ أيضًا
- تذبذب
- حيود براج
- قانون براج
- تداخل
- حيود الإلكترونات
- تردد فراغي
- دالة موجية
- موجة مادية